# Metalizer
Metalizer és el quart àlbum del grup suec de power metal Sabaton.
Inclou com a disc extra el primer àlbum del grup, la recopilació de demos Fist for Fight, amb material no publicat anteriorment. La majoria d'aquestes cançons estan regrabades en el primer disc.

## Llista de temes

### Disc 1
1. "Hellrider" - 3:42
2. "Thundergods" - 3:47
3. "Metalizer" - 4:06
4. "Shadows" - (Sobre els Nazgûl de El Senyor dels Anells.) - 3:28
5. "Burn Your Crosses" - 5:09
6. "7734" - 3:41
7. "Endless Nights" - 4:52
8. "Hail to the King" - 3:39
9. "Thunderstorm" - 3:08
10. "Speeder" - 3:45
11. "Masters of the World" - 4:01

Edició Re-Armed (2010) Cançons Extres:
1. "Jawbreaker" - (Versió de Judas Priest) - 3:23
2. "Dream Destroyer" - 3:12
3. "Panzer Battalion" - (Versió Demo) - 5:01
4. "Hellrider" - (Directe de Västerås 2006) - 4:25

### Disc 2
1. "Introduction" - 0:50
2. "Hellrider" - 3:48
3. "Endless Night" - 4:49
4. "Metalizer" - 4:25
5. "Burn Your Crosses" - 5:23
6. "The Hammer Has Fallen" - 5:50
7. "Hail to the King" - 4:08
8. "Shadows" - 3:33
9. "Thunderstorm" - 3:10
10. "Master of the World" - 4:00
11. "Guten Nacht" - 1:53
12. "Birds of War" - (No publicada anteriorment) - 4:52

## Crèdits
- Joakim Brodén - Veu i Teclats
- Rickard Sundén - Guitarra
- Oskar Montelius - Guitarra
- Pär Sundström - Baix
- Daniel Mullback – Bateria